# إيوخينيا كاربايدو
إيوخينيا كاربايدو (من مواليد 4 سبتمبر 1971) هي سياسية إسبانية من حزب الشعب لمجتمع مدريد، شغلت منصب وزير رئاسة مجلس الوزراء لمجتمع مدريد منذ أغسطس 2019 ووزيرًا للرياضة والشفافية بمجلس الوزراء بالوكالة منذ مارس 2021.